# Temple protestant (Sommières)

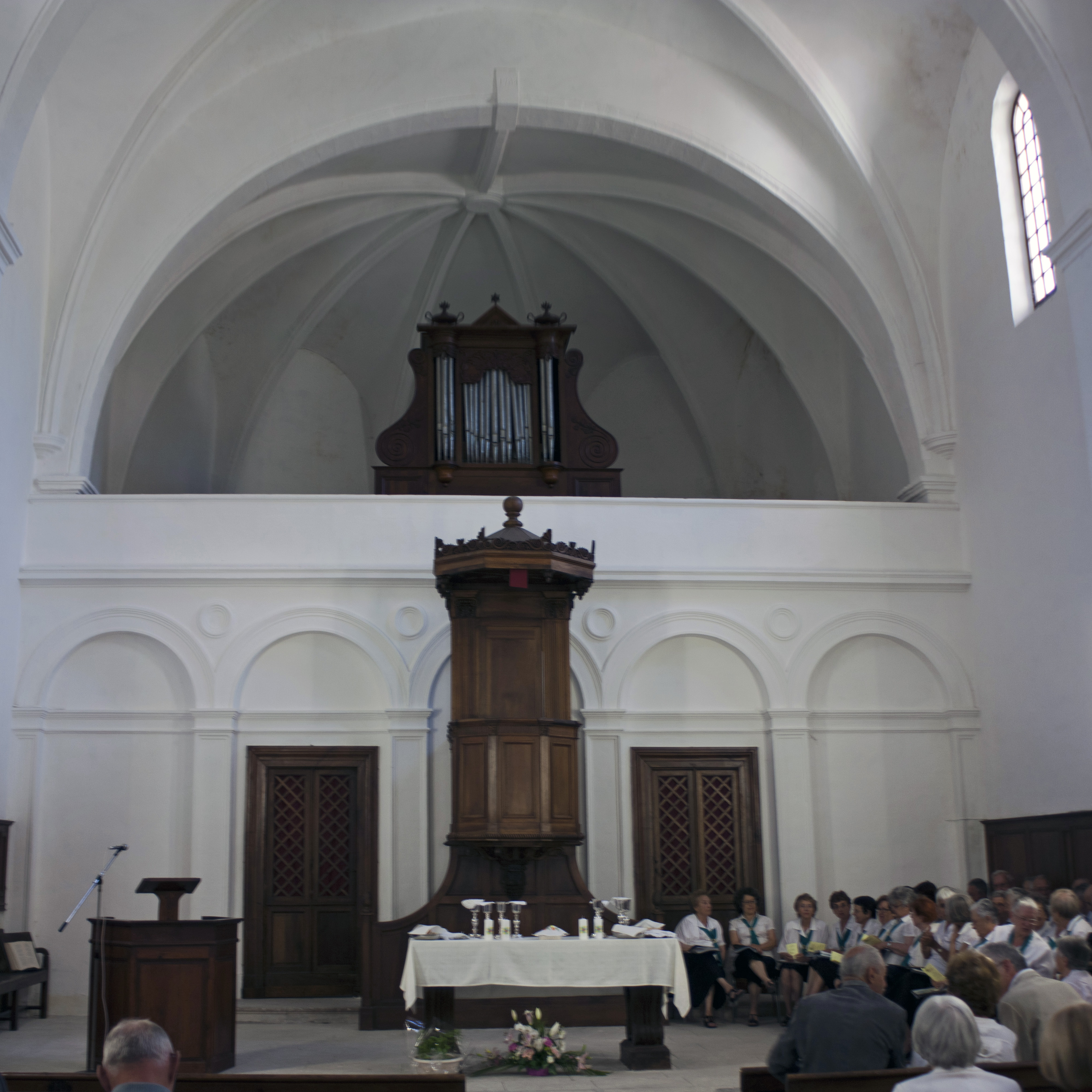
Inneres, Blick zu Chor und Orgel während der Gründungssynode der Vereinigten Protestantischen Kirche, 2013

Der Temple protestant (deutsch: Evangelische Kirche) ist ein Kirchengebäude der Vereinigten Protestantischen Kirche Frankreichs in  Sommières im  Département Gard (Region Okzitanien). Das Gotteshaus war ursprünglich Klosterkirche der Franziskaner. Die Orgel ist seit 1989 als Monument historique klassifiziert.

## Geschichte
Die heutige Evangelische Kirche wurde 1630 für den Franziskanerorden in gotischen Formen in Sommières errichtet, das Gebäude erhielt später eine klassizistische Fassade. Nach der französischen Revolution wurde die Kirche 1805 den Reformierten überwiesen. 1840 wurde die Chororgel eingebaut. 2013 tagte hier die Gründungssynode der Vereinigten Protestantischen Kirche Frankreichs.